# Sagmatias
Sagmatias is een geslacht van zoogdieren uit de  familie van de dolfijnen (Delphinidae). De wetenschappelijke naam van het geslacht werd in 1866 gepubliceerd door Edward Drinker Cope.

## Soorten
Er worden 4 soorten in dit geslacht geplaatst:
- Sagmatias australis (Peale, 1849) - Dolfijn van Peale
- Sagmatias cruciger (Quoy & Gaimard, 1824) (Zandloperdolfijn)
- Sagmatias obliquidens (Gill, 1865) (Witgestreepte dolfijn)
- Sagmatias obscurus (J. E. Gray, 1828) (Donkergestreepte dolfijn)